# Tensorowe równania Maxwella
Tensorowe równania Maxwella – wyrażenie równań Maxwella w szczególnej teorii względności.

## Sformułowanie równań
Mając definicję tensora pola elektromagnetycznego {\displaystyle F^{\mu \nu }} i tensora dualnego {\displaystyle G^{\mu \nu }}, a także czterowektora gęstości prądu elektrycznego {\displaystyle J^{\mu }}, można napisać równania Maxwella w postaci tensorowej:
{\displaystyle {\frac {\partial F^{\mu \nu }}{\partial x^{\nu }}}=\mu _{0}J^{\mu },}
{\displaystyle {\frac {\partial G^{\mu \nu }}{\partial x^{\nu }}}=0,}
bądź równoważnie, stosując indeksową notację pochodnej cząstkowej:
{\displaystyle F_{,\nu }^{\mu \nu }=\mu _{0}J^{\mu },}
{\displaystyle G_{,\nu }^{\mu \nu }=0.}
Z własności transformacji tensorów z jednego układu współrzędnych do drugiego dla układów inercjalnych tensorowe równania Maxwella są identyczne, tylko wyrażone we współrzędnych danego układu współrzędnych.
Mając zdefiniowany tensor pola elektromagnetycznego przy pomocy czteropotencjału z pierwszego tensorowego równania Maxwella oraz tensorowego cechowania Lorentza, można udowodnić, że zachodzi następująca zależność:
{\displaystyle \square A^{\mu }=-\mu _{0}J^{\mu },}
gdzie: {\displaystyle \square } to operator d’Alemberta.